# واکنش پروو
واکنش پروو(به انگلیسی: Prévost reaction) یک واکنش شیمیایی است که در آن یک آلکن به وسیله ید و نمکِ بنزوئیک اسیدِ نقره با شیمی فضایی آنتی به یک دی‌ال مجاور تبدیل می‌شود. این واکنش توسط شیمیدان فرانسوی شارل پروو (۱۸۹۹–۱۹۸۳) کشف شد.

## سازوکار واکنش
واکنش بین نقره بنزوات (۱) و ید بسیار سریع است و یک واسطه یدیم بنزوات بسیار فعال (۲) تولید می‌کند. واکنش نمک یدینیوم (۲) با یک آلکن، نمک یدیم با عمر کوتاه دیگری (۳) را می‌دهد. جانشینی هسته‌دوستی (SN۲) نمک بنزوات، استر (۴) می‌دهد. یون نقرهِ دیگر باعث جانشینی گروه مجاور بنزوات استر به نمک اکسونیوم (۵) می‌شود. جانشینی SN۲ دوم توسط آنیون بنزوات، دی‌استر مورد نظر (۶) را می‌دهد.
در مرحله نهایی هیدرولیز گروه‌های استری، آنتی-دی‌ال را می‌دهد. این فرآورده برعکس سیس-هیدروکسیل‌دار کردن وودوارد است که محصول افزایشی سین می‌دهد.

## همچنین ببینید
- سیس-هیدروکسیل‌دار کردن وودوارد